# Sztanó György László
Sztanó György László (Szeged, 1997. április 11. –) parafekvenyomó, a magyar parafekvenyomó-válogatott tagja, junior világbajnok.

## Élete
Achondroplasia nevű betegséggel született, ami azt jelenti, hogy rövidek a végtagjai, és a végleges testmagassága 126 cm.
17 éves korában elkezdett cselgáncsedzésekre járni, és a fehér övet letette, de nem akadt ellenfele a termete miatt.
Végül megtalálta azt a sportot, amely ma már az élete fontos része, amely a parafekvenyomás.
Kijutott a 2016-os, Rio de Janeiróban megrendezett paralimpiára, ahol parafekvenyomásban a 8. helyen végzett, legfiatalabbként.
Nem sokkal később Dubajban a magyar parafekvenyomó szakág első aranyérmét szerezte világkupa-győzelemmel.
2017-ben Mexikóvárosban junior világbajnoki címet nyert.

## Tanulmányai
2004 és 2012 között a szentesi Klauzál Gábor Általános Iskola tanulója volt, majd szintén Szentesen, a Hódmezővásárhelyi SZC Szentesi Pollák Antal Technikumban folytatta tanulmányait, és érettségizett 2016-ban. 2018-ban CAD-CAM informatikusként szerzett szakképesítést.